# Гемпен (Золотурн)
Гемпен (нем. Gempen SO) — коммуна в Швейцарии, в кантоне Золотурн. 
Входит в состав округа Дорнек. Население составляет 750 человек (на 31 декабря 2007 года). Официальный код — 2474.